# Howard Williams (attivista)
Howard Williams (1837 – 1931) è stato un attivista e saggista inglese.

## Biografia
È noto come autore del saggio L'etica della dieta (The Ethics of Diet: A Catena of Authorities Deprecatory of the Practice of Flesh-eating), che ripercorre la storia del vegetarianismo attraverso le biografie dei suoi rappresentanti più celebri in ambito filosofico e letterario, da Pitagora a Schopenhauer. Il saggio fu pubblicato dal 1878 in forma di articoli nel mensile The Dietetic Reformer and Vegetarian Messenger della Vegetarian Society londinese, e uscì in un unico volume nel 1883. Nel 1893 fu pubblicato con una prefazione di Lev Tolstoj intitolata Il primo gradino. Tolstoj aveva iniziato a lavorare allo scritto Il primo gradino nel 1891, dopo aver ricevuto il libro di Williams dall'editore tolstoiano Vladimir Čertkov. Il libro venne tradotto in russo dalle figlie maggiori di Tolstoj, su richiesta del padre.
Nel saggio Il primo gradino Tolstoj scrive che il desiderio di visitare un macello – come poi fece, narrando l'esperienza appunto ne Il primo gradino – gli venne leggendo il «bel libro» di Williams, in cui è «mirabilmente spiegato», secondo Tolstoj, il motivo per cui «l'astinenza dal cibo animale sarà il primo atto [...] di una vita morale [...]; e non da un uomo solo, ma da tutto il genere umano nelle persone dei suoi migliori rappresentanti durante tutta la vita cosciente dell'umanità».
Il Mahatma Gandhi, nell'autobiografia La mia vita per la libertà, pubblicata nella seconda metà degli anni venti, attribuì al libro di Williams un ruolo degno di nota nella formazione della propria etica vegetariana, osservando come esso cercasse di dimostrare «che tutti i filosofi ed i profeti, da Pitagora a Gesù, fino a quelli dei giorni nostri, erano vegetariani». Nel 2003 l'University of Illinois Press ha pubblicato un'edizione del saggio a cura di Carol J. Adams. Williams è inoltre autore del libro Le superstizioni della stregoneria (The Superstitions of Witchcraft, 1865).